# Estonské umělecké muzeum
Estonské umělecké muzeum (estonsky: Eesti Kunstimuuseum) v Tallinnu bylo založeno roku 1919. Dnes pod něj spadá pět institucí:
- Kumu (zkratka estonského Kunstimuuseum, tedy umělecké muzeum), což je hlavní část a sídlo Estonského uměleckého muzea a hostí především sbírky estonského umění od 18. století do současnosti. Moderní budova vznikla v letech 2003–2006, architektem byl Pekka Vapaavuori.
- Zámek Kadriorg (estonsky Kadrioru loss), který nechal ve stylu petrovského baroka vystavět Petr Veliký; zde jsou sbírky zahraničního umění od 16. do 20. století. Zastoupeni jsou například Bartholomeus van der Helst, Gillis van Valckenborch (Vypálení Tróje), Jacob Jordaens (Svatá rodina), Lambert de Hondt starší, Adriaen Cornelisz Beeldemaker (Lovec na koni), Maria Dorothea Wagnerová, Julie Wilhelmine Hagenová-Schwarzová, Bernardo Strozzi, Pietro Liberi, Anton Graff, Angelica Kauffmanová, Francesco Fontebasso, Cornelis Schut a Ilja Repin.
- Mikkelovo muzeum, jehož donátorem byl sběratel Johannes Mikkel a které vystavuje západní umění a keramiku jakož i čínský porcelán.
- Bývalý Chrám sv. Mikuláše v Tallinnu (Niguliste kirik), přeměněný na Mikulášské muzeum. Chrám ze 13. století, silně poškozený během druhé světové války, byl obnoven a nyní slouží jako expozice náboženského umění. Nejvýznamnější exponát je dochovaný zbytek původně 30 metrů dlouhé malby Tanec smrti, jejímž autorem je Bernt Notke.
- Muzeum Adamsona-Erica věnované dílu estonského umělce Adamsona-Erica (1902–1968), který se věnoval mimo jiné užitému umění.

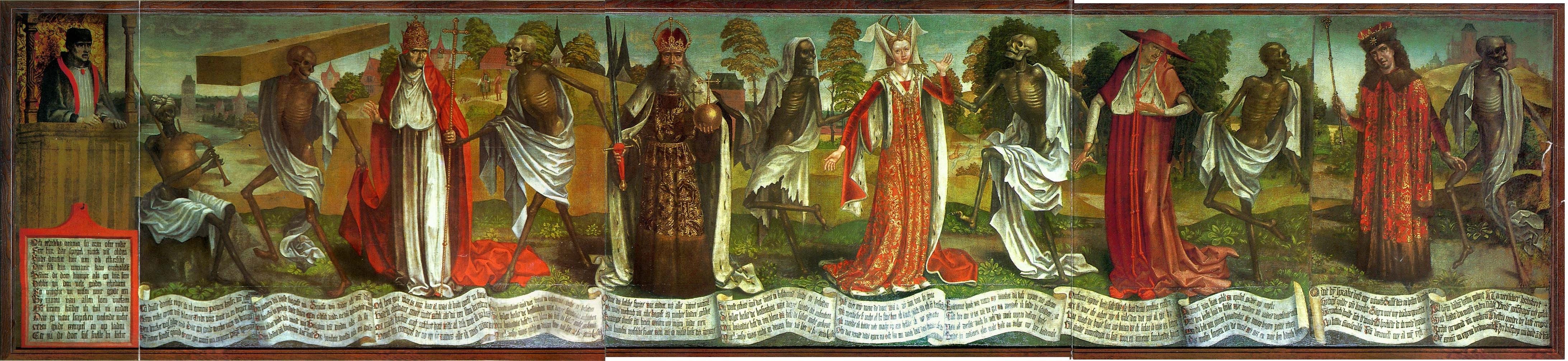
Bernt Notke: Tanec smrti